# Marg Helgenberger
Mary Margaret Helgenberger (Fremont, 16 de novembro de 1958) é uma atriz de cinema e televisão norte-americana. É conhecida por interpretar Catherine Willows na série dramática CSI: Crime Scene Investigation, da CBS, e K.C. Koloski, na série China Beach, da ABC, papel que rendeu-lhe em 1990 o Emmy de melhor atriz coadjuvante em série dramática.

## Biografia
Filha de um inspetor de carne e uma enfermeira da escola, Marg cresceu na pequena cidade de North Bend, Nebraska (população 1.200). Até o momento em que ela formou-se no colegial. Marg não tinha aspirações de se tornar uma atriz, embora ela tenha apresentado várias peças e musicais da High School. Ela tinha realmente planejado seguir os passos de sua mãe e se tornar uma enfermeira. Não foi até que ela começou a visitar escolas para decidir onde ela queria estudar quando Marg finalmente confessou ter um sério interesse em atuar. Seus pais apostavam pouco em suas chances de sucesso, mas consentiram em enviar Marg para Kearney State College, em Nebraska. Seu interesse contínuo fez com que Marg logo fosse transferida para Northwestern University, onde ela formou-se em discurso e drama e foi descoberta por um caçador de talentos do ABC Novela  Esperença de Ryan. Marg disse ao caçador de talentos que ela queria completar sua educação e o caçador disse a ela que já estava formada,e se estava interessada em ir a uma audição para fazer um papel numa novela.

### Vida profissional
Logo após a formatura Marg viajou para Nova York para começar a sua carreira profissional, atuando. Ela fez o teste e conseguiu o papel de Siobhan Ryan Novak na Esperança de Ryan , onde trabalhou por quatro anos. Marg, em seguida, se mudou para Los Angeles, onde  apareceu em séries como Matlock e Thirtysomething. Atuou como prostituta em KC Koloski no ABC China Beach, e logo começou a receber  sucesso crítico e popular. Ela trabalhou na premiada série dramática desde 1988 até que foi cancelada em 1991, e ganhou um Emmy em 1990 para Melhor Atriz Coadjuvante em Série Dramática, bem como várias outras indicações ao prêmio.
Depois de várias performances durante os anos 1990 e pequenos papéis em vários filmes, Marg, mais uma vez conseguiu um papel no horário nobre  como Catherine Willows na popular série dramática CSI: Crime Scene Investigation em 2000. Nesse mesmo ano, ela recebeu uma indicação ao prêmio Emmy para Melhor Atriz em Série Drama. Marg foi indicada ao prêmio novamente em 2003 e também recebeu várias indicações ao Globo de Ouro por sua interpretaçãocomo Catherine. Ela anunciou que a 12° temporada seria a sua última em CSI. Em 2012, ela deixou a série depois de 12 anos atuando.
A televisão é generosa com Marg, mas ela também se ramificou para trabalho no cinema, estreando na tela grande com Steven Spielberg em 1989. Seu papel mais memorável em filmes até à data tem sido o seu papel de paciente de câncer Donna Jensen no aclamado Steven Soderbergh, Erin Brockovich (2000). Mais recentemente, ela interpretou a esposa de Dennis Quaid na comédia Em Boa Companhia (2005. Em 2007, Marg também jogou ao lado de Kevin Costner em Mr. Brooks como cônjuge inocente de um serial killer. Seu papel mais recente em filmes foi em Columbus Day (2009), onde ela interpretou a ex-mulher do personagem de Val Kilmer.
Marg casou o ator Alan Rosenberg, que ela conheceu no set de Esperança de Ryan, em 1989. Marg e Alan foram casados por quase 20 anos, mas divorciaram-se em 2010. O casal tem um filho, Hugh Howard Rosenberg.

## Carreira

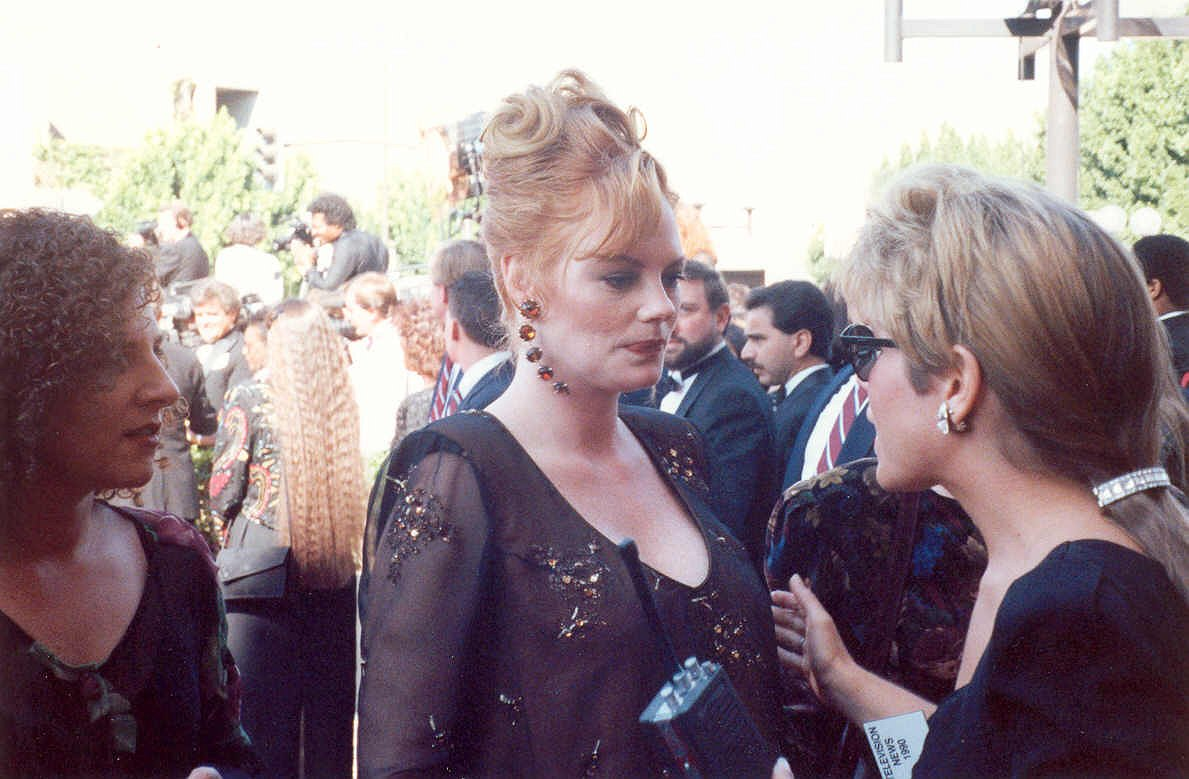
Helgenberger (Centro) no Emmy Awards de 1990.

- Ryan's Hope (1975) (TV) ... Siobhan Ryan Novak
- Tootsie (1982) ... Suzanne
- Spenser: For Hire (1986) (TV) ... Nancy Kettering
- Matlock (1987) (TV) ... Laura Norwood
- Shell Game (1987) (TV) ... Natalie Thayer
- China Beach (1988-1991) (TV) ... Karen Charlene 'K.C.' Koloski
- Always (1989) ... Rachel
- After Midnight (1989) ... Alex
- Blind Vengeance (1990) (TV) ... Virginia Whitelaw
- Peacemaker (1990) ... Mrs. Cooper
- The Hidden Room (1991) (TV) ... Jane
- Tales from the Crypt (1991) (TV) ... Vicky
- Death Dreams (1991) (TV) ... Crista Westfield
- Crooked Hearts (1991) ... Jennetta
- Through The Eyes Of A Killer (1992) ... Laurie Fisher
- In Sickness and in Health (1992) (TV) ... Mickey
- Fallen Angels (1993) (TV) ... Eve Cressy
- When Love Kills: The Seduction of John Hearn (1993) (TV) ... Debbie Banister
- Distant Cousins (1993) ... Connie
- The Tommyknockers (1993) (TV) ... Robert "Bobbi" Anderson
- Partners (1993) ... Georgeanne Bidwell
- The Cowboy Way (1994) ... Margarette
- Where Are My Children? (1994) (TV) ... Vanessa Meyer Vernon Scott
- Lie Down with Lions (1994) (TV) ... Kate Nessen
- Keys (1994) (TV) ... Maureen 'Kick' Kickasola
- Blind Vengeance (1994) ...
- Inflammable (1995) (TV) ... Lt. (j.g.) Kay Dolan
- The Larry Sanders Show (1995) (TV) ... Susan Elliot
- Species (1995) ... Dr. Laura Baker
- Bad Boys (1995) ... Capt. Alison Sinclair
- Just Looking (1995) ... Darlene Carpenter
- My Fellow Americans (1996) ... Joanna (uncredited)
- Frame by Frame  (1996) ... Det. Rose Ekberg
- ER (5 episodes, 1996) ... Karen Hines
- Gold Coast (1997) (TV) ... Karen DiCilia
- The Last Time I Committed Suicide (1997) ... Lizzy
- Fire Down Below (1997) ... Sarah Kellogg
- Thanks of a Grateful Nation (1998) (TV) ... Jerrilynn Folz
- Species II (1998) ... Dr. Laura Baker
- Giving Up the Ghost (1998) ... Anna Hobson
- Lethal Vows (1999) ... Ellen Farris
- Happy Face Murders (1999) ... Jen Powell
- Perfect Murder, Perfect Town: JonBenét and the City of Boulder (2000) (TV)... Patsy Ramsey
- Frasier (1 episode, 2000) (TV) ... Emily, an Opera Buff.
- Erin Brockovich (2000) ... Donna Jensen
- CSI: Crime Scene Investigation (2000-2012 / 2014) (TV) ... Catherine Willows
- In Good Company (2004) ... Ann Foreman
- King of the Hill (2004) (TV series) ... Mrs. Hanover/Pretty Student
- Columbus Day (2008) .... Alice
- Mr. Brooks (2007)... Mrs. Emma Brooks
- Conan: Red Nails (2009) .... Princess Tascela
- Wonder Woman (2009) .... Hera
- Intelligence - 2013
- Under The Dome 2015 - Christine Price
- CSI - Final - 2015 - Catherine Willows
- CSI: Vegas - 2022 - Catherine Willows

## Prêmios e indicações
Blockbuster Entertainment Award
- 2001: Indicada - Atriz coadjuvante em um Filme de Drama - Erin Brockovich[2]

Emmy Award
- 1990: Venceu - Melhor Atriz coadjuvante em uma Série de Drama - China Beach
- 1990: Venceu - Emmy de Melhor Atriz coadjuvante em Série Dramática por "China Beach"
- 1992: Indicada - Melhor Atriz coadjuvante em uma Série de Drama - China Beach
- 2001: Indicada - Melhor Atriz em uma Série de Drama - CSI
- 2003: Indicada - Melhor Atriz em uma Série de Drama - CSI

Golden Globe Award
- 1989: Venceu - Viewers Quality Award Coadjuvante em Série Dramática por "China Beach"
- 1990: Venceu - Viewers Quality Award Television de Melhor Atriz Coadjuvante em Série Dramática por "China Beach"
- 1991: Indicada - Melhor Atriz coadjuvante em uma Série, Minisérie ou Filme para TV - China Beach
- 1991: Venceu - Viewers Quality Award por Melhor Atriz coadjuvante em uma Série de Drama - China Beach
- 1992: Indicada - Melhor Atriz coadjuvante em uma Série de Drama - China Beach
- 1992: Indicada - Globo de Ouro para Melhor Atriz coadjuvante em "China Beach"
- 2002: Indicada - Melhor Atriz em uma Série de Drama - CSI
- 2003: Indicada - Melhor Atriz em uma Série de Drama - CSI

Satellite Awards
- 2002: Indicada - Melhor Atriz em uma Série de Drama - CSI
- 2002: Indicada - Globo de Ouro para Melhor Performance de uma Atriz em "CSI:Crime Scene Investigation"
- 2005: Venceu - Screen Actors Guild Award por Melhor Performance de Elenco em "CSI:Crime Scene Investigation"
- 2010: Venceu - Prêmio de Excelência Artística no Festival de Roma Fiction em Roma, Itália

TV Guide Awards
- 2001: Indicada - Atriz do Ano em uma Nova Série - CSI